# Ida Ingemarsdotter
Ida Maria Erika Ingemarsdotter, přechýleně Ingemarsdotterová (* 26. dubna 1985 ve Svegu) je bývalá švédská běžkyně na lyžích. Je olympijskou vítězkou ve štafetě a mistryní světa v týmovém sprintu. V květnu 2019 oznámila, že končí svou závodní kariéru.

## Největší úspěchy
- MS 2011
  - 1. místo – týmový sprint (s Charlotte Kallaovou)
  - 2. místo – štafeta 4 × 5 km
- MS 2013
  - 2. místo – sprint
  - 2. místo – týmový sprint (s Charlotte Kallaovou)
  - 2. místo – štafeta 4 × 5 km